# Какідзакі Міцухіро
Какідзакі Міцухіро (1456 — 18 серпня 1518) — 2-й даймьо Осіми (на о. Хоккайдо) з клану Какідзакі.

## Життєпис
Син Какідзакі Нобухіро, засновника незалежного володіння. Народився 1456 року. Замолоду брав участь у війнах проти айнів острова Хоккайдо. У 1494 році після смерті батька успадкував володіння. Продовжив загарбницьку політику попередника.
Така політика зрештою призвела до потужного повстання, яке почалося 1512 року на чолі з вождями айнів Сьоя і Кодзі. Вони змусили капітулювати захисників замків Сінорідате, Усукесідате і низки інших укріплень. Тамтешні очільники залог вчинили харакірі. У 1514 році під тиском айнів японці замкнулися в останньому опорному пункті — замку Одате. У 1515 році, коли повсталі підійшли до його стін і стали готуватися до штурму, Какідзаки Міцухіро запропонував їм укласти мир. У ході перемовин він влаштував у замку бенкет, на якому підступно перебив вождів айнів. Після цього зумів придушити повстання, завдяки чому зумів відновити всі володіння й навіть частково їх розширити, відновивши статус японського лідера на Хоккайдо.
Помер у 1518 році. Йому спадкував син Какідзакі Йосіхіро.